# América Futebol Clube (AM)
|  | Aquest article tracta sobre el club de futbol de la ciutat de Manaus. Vegeu-ne altres significats a «América Futebol Clube». |

L'América Futebol Clube, també anomenat América (AM) o América de Manaus, és un club de futbol brasiler de la ciutat de Manaus a l'estat d'Amazones.

## Història
L'América Futebol Clube va ser fundat el 2 d'agost de 1939 pels germans Arthur i Amadeu Teixeira Alves, i adoptà el nom del club de Rio de Janeiro America Football Club. En els seus inicis, els seus jugadors eren estudiants de l'escola Dom Bosco.
El club guanyà quatre campionats estatals consecutius entre 1951 i 1954. El 1981 par Série C.
El 14 de maig de 2010 canvià el seu nom a Manaos Futebol Clube i els seus colors, del vermell i blanc al blanc, verd (representant la selva amazònica) i negre (representant el Rio Negro). No obstant, el 21 de juny de 2010, davant la manca de les esperades inversions, revertí el nom a l'original.

## Palmarès
- Campionat amazonense:
  - 1951, 1952, 1953, 1954, 1994, 2009

- Torneio Início do Campionat amazonense:
  - 1955, 1965, 1986, 1996

## Estadi
América juga els seus partits a l'Estadi Roberto Simonsen, normalment anomenat SESI. Té una capacitat per a 5.000 espectadors.
Fins a juliol de 2010, el club jugava els seus partits a Vivaldão. Vivaldão tenia una capacitat de 31.000 persones.
El club té un camp d'entrenament anomenat Centro Social Urbano do Parque 10 de Novembro, anomenat CSU.